# Euro Hockey Challenge 2014
Die Euro Hockey Challenge 2014 war die vierte Austragung des von der Internationalen Eishockey-Föderation IIHF organisierten gleichnamigen Wettbewerbs. Der Wettbewerb begann am 9. April 2014 und endete am 27. April 2014. Die Spiele der Euro Hockey Challenge dienten für die Nationalmannschaften als Vorbereitung auf die Weltmeisterschaft in Belarus im Jahr 2014.

## Teilnehmer
Teilnahmeberechtigt waren die besten zwölf europäischen Mannschaften der IIHF-Weltrangliste.
Für die Austragung 2014 sind dies:  Schweden,  Finnland,  Russland,  Tschechien,  Schweiz,  Slowakei,  Norwegen,  Lettland,  Deutschland,  Frankreich,  Dänemark,  Belarus

## Modus
Gespielt wurde im Drei-Punkte-System, das heißt für einen Sieg bekam die jeweilige Mannschaft drei Punkte, bei einem Overtime-Sieg zwei Punkte, bei einer Niederlage nach Verlängerung einen Punkt.
Während des Turniers spielte jede Mannschaft sechs Spiele. Zwischen zwei Mannschaften wurden in der Regel jeweils zwei Spiele innerhalb von zwei oder drei Tagen in einem Land gespielt. Alle Spiele wurden in eine Tabelle aufgenommen.
Die zwölf teilnehmenden Nationen wurden in vier Pools eingeteilt. Es trafen die Teams des Pools A jeweils auf alle Teams des Pools D und die Teams aus Pool B auf die des Pools C.
| Pool A - Russland - Finnland - Frankreich | Pool B - Tschechien - Schweden - Belarus | Pool C - Norwegen - Schweiz - Dänemark | Pool D - Slowakei - Deutschland - Lettland |

## Turnierverlauf

### 1. Spieltag
| 9. April 2014 19:00 Uhr | Norwegen | 2:1 (0:0, 1:1, 1:0) Spielbericht | Belarus | Kristins Hall, Lillehammer Zuschauer: 561 |

| 11. April 2014 19:00 Uhr | Norwegen | 3:2 (2:1, 0:1, 1:0) Spielbericht | Belarus | Kristins Hall, Lillehammer Zuschauer: 719 |

| 9. April 2014 19:45 Uhr | Schweiz | 1:4 (0:2, 0:1, 1:1) Spielbericht | Schweden | Diners Club Arena, Rapperswil-Jona Zuschauer: 3.500 |

| 11. April 2014 20:00 Uhr | Schweiz | 4:3 n. P. (2:1, 0:1, 1:1, 0:0, 1:0) Spielbericht | Schweden | Sport- und Kongresszentrum, Arosa Zuschauer: 1.750 |

| 10. April 2014 18:30 Uhr | Finnland | 5:1 (1:1, 2:0, 2:0) Spielbericht | Lettland | Synergia-areena, Jyväskylä Zuschauer: 3.678 |

| 11. April 2014 17:30 Uhr | Finnland | 5:1 (0:0, 2:1, 3:0) Spielbericht | Lettland | Trust Kapital Areena, Kuopio Zuschauer: 4.415 |

| 10. April 2014 18:00 Uhr | Tschechien | 4:0 (0:0, 3:0, 1:0) Spielbericht | Dänemark | Zimní stadion, Děčín Zuschauer: 3.328 |

| 11. April 2014 17:30 Uhr | Tschechien | 2:0 (1:0, 1:0, 0:0) Spielbericht | Dänemark | Zimní stadion, Děčín Zuschauer: 3.810 |

| 10. April 2014 19:45 Uhr | Deutschland | 3:4 n. P. (0:1, 2:0, 1:2, 0:0, 0:1) Spielbericht | Frankreich | Eisarena, Weißwasser Zuschauer: 3.038 |

| 11. April 2014 20:00 Uhr | Deutschland | 2:0 (1:0, 0:0, 1:0) Spielbericht | Frankreich | Kunsteisstadion im Sahnpark, Crimmitschau Zuschauer: 5.222 |

| 11. April 2014 17:00 Uhr | Slowakei | 1:3 (0:0, 1:1, 0:2) Spielbericht | Russland | Slovnaft Arena, Bratislava Zuschauer: 4.859 |

| 13. April 2014 17:00 Uhr | Slowakei | 4:3 (2:0, 2:2, 0:1) Spielbericht | Russland | Slovnaft Arena, Bratislava Zuschauer: 6.409 |

### 2. Spieltag
| 16. April 2014 19:00 Uhr | Schweden | 5:2 (2:1, 3:0, 0:1) Spielbericht | Dänemark | Lindab Arena, Ängelholm Zuschauer: 2.168 |

| 18. April 2014 15:00 Uhr | Schweden | 6:2 (2:1, 2:1, 2:0) Spielbericht | Dänemark | Isstadion, Malmö Zuschauer: 1.913 |

| 16. April 2014 19:00 Uhr | Tschechien | 6:2 (2:0, 2:1, 2:1) Spielbericht | Norwegen | Kotlina, Havlíčkův Brod Zuschauer: 2.658 |

| 17. April 2014 18:00 Uhr | Tschechien | 5:1 (2:0, 2:0, 1:1) Spielbericht | Norwegen | Kotlina, Havlíčkův Brod Zuschauer: 3.014 |

| 17. April 2014 17:30 Uhr | Finnland | 3:0 (0:0, 1:0, 2:0) Spielbericht | Deutschland | Talvisalon jäähalli, Savonlinna Zuschauer: 2.014 |

| 18. April 2014 17:30 Uhr | Finnland | 3:2 (2:0, 0:2, 1:0) Spielbericht | Deutschland | Kalevankankaan jäähalli, Mikkeli Zuschauer: 3.215 |

| 17. April 2014 17:00 Uhr | Belarus | 2:5 (1:2, 0:3, 1:0) Spielbericht | Schweiz | Eissportpalast, Hrodna Zuschauer: 2.500 |

| 18. April 2014 17:00 Uhr | Belarus | 2:1 n. P. (0:0, 1:1, 0:0, 0:0, 1:0) Spielbericht | Schweiz | Eissportpalast, Hrodna Zuschauer: 2.200 |

| 17. April 2014 20:00 Uhr | Frankreich | 4:2 (3:0, 0:0, 1:2) Spielbericht | Slowakei | Patinoire Alp’Arena/Brown-Ferrand, Gap Zuschauer: 1.841 |

| 19. April 2014 15:00 Uhr | Frankreich | 1:3 (0:0, 0:2, 1:1) Spielbericht | Slowakei | Patinoire Polesud, Grenoble Zuschauer: 3.500 |

| 18. April 2014 16:00 Uhr | Lettland | 2:3 (1:1, 1:2, 0:0) Spielbericht | Russland | Arena, Riga Zuschauer: 4.007 |

| 19. April 2014 16:00 Uhr | Lettland | 1:0 (0:0, 1:0, 0:0) Spielbericht | Russland | Arena, Riga Zuschauer: 3.173 |

### 3. Spieltag
| 23. April 2014 19:30 Uhr | Schweden | 6:1 (1:1, 3:0, 2:0) Spielbericht | Norwegen | Östersund Arena, Östersund Zuschauer: 2.542 |

| 25. April 2014 19:00 Uhr | Schweden | (abgebr.) 1:0 n. P. (1:0, –:–, –:–) Spielbericht | Norwegen | Sundsvall Energi Arena, Sundsvall Zuschauer: 2.200 |

Die zweite Partie zwischen Schweden und Norwegen wurde aufgrund von Eisproblemen in der 9. Spielminute beim Spielstand von 1:0 unterbrochen. Nach mehreren missglückten Reparaturversuchen erfolgte der Spielabbruch und die Partie wurde im Penaltyschießen entschieden.
| 24. April 2014 17:00 Uhr | Slowakei | 0:3 (0:1, 0:1, 0:1) Spielbericht | Finnland | Steel Aréna, Košice Zuschauer: 8.347 |

| 26. April 2014 17:00 Uhr | Slowakei | 2:1 (1:0, 1:1, 0:0) Spielbericht | Finnland | Zimný štadión, Poprad Zuschauer: 4.468 |

| 24. April 2014 19:00 Uhr | Dänemark | 5:4 (1:1, 1:2, 3:1) Spielbericht | Belarus | Vestfyen Arena, Odense Zuschauer: 1.302 |

| 26. April 2014 19:00 Uhr | Dänemark | 3:4 (1:1, 1:2, 1:1) Spielbericht | Belarus | Skøjte Arena, Rødovre Zuschauer: 1.472 |

| 24. April 2014 19:30 Uhr | Deutschland | 2:4 (0:4, 1:0, 1:0) Spielbericht | Russland | Olympia-Eissportzentrum, München Zuschauer: 5.100 |

| 26. April 2014 14:30 Uhr | Deutschland | 3:0 (1:0, 1:0, 1:0) Spielbericht | Russland | Städtische Eissporthalle, Landshut Zuschauer: 5.380 |

| 25. April 2014 18:30 Uhr | Lettland | 2:1 (1:0, 0:0, 1:1) Spielbericht | Frankreich | Arena, Riga Zuschauer: 2.569 |

| 26. April 2014 16:00 Uhr | Lettland | 6:3 (2:0, 3:3, 1:0) Spielbericht | Frankreich | Arena, Riga Zuschauer: 2.445 |

| 25. April 2014 19:45 Uhr | Schweiz | 3:1 (1:0, 1:0, 1:1) Spielbericht | Tschechien | Patinoire du Littoral, Neuchâtel Zuschauer: 6.165 |

| 27. April 2014 13:30 Uhr | Schweiz | 1:2 (0:1, 1:1, 0:0) | Tschechien | St. Jakob-Arena, Basel Zuschauer: 4.126 |

### Tabelle
| Pl. |             | Sp | S | OTS | OTN | N | Tore  | Punkte |
| --- | ----------- | -- | - | --- | --- | - | ----- | ------ |
| 1.  | Schweden    | 6  | 5 | 0   | 1   | 0 | 25:10 | 16     |
| 2.  | Finnland    | 6  | 5 | 0   | 0   | 1 | 20:06 | 15     |
| 3.  | Tschechien  | 6  | 5 | 0   | 0   | 1 | 20:07 | 15     |
| 4.  | Schweiz     | 6  | 2 | 1   | 1   | 2 | 15:14 | 9      |
| 5.  | Russland    | 6  | 3 | 0   | 0   | 3 | 13:13 | 9      |
| 6.  | Slowakei    | 6  | 3 | 0   | 0   | 3 | 12:15 | 9      |
| 7.  | Lettland    | 6  | 3 | 0   | 0   | 3 | 13:17 | 9      |
| 8.  | Deutschland | 6  | 2 | 0   | 1   | 3 | 12:14 | 7      |
| 9.  | Norwegen    | 6  | 2 | 0   | 0   | 4 | 09:21 | 6      |
| 10. | Belarus     | 6  | 1 | 1   | 0   | 4 | 15:19 | 5      |
| 11. | Frankreich  | 6  | 1 | 1   | 0   | 4 | 13:18 | 5      |
| 12. | Dänemark    | 6  | 1 | 0   | 0   | 5 | 12:25 | 3      |

Abkürzungen: Pl. = Platz, Sp = Spiele, S = Siege, OTS = Siege nach Verlängerung (Overtime) oder Penaltyschießen, OTN = Niederlagen nach Verlängerung oder Penaltyschießen, N = Niederlagen